# Powiat Kamitsuma
Powiat Kamitsuma (jap. 上妻郡 Kamitsuma-gun) – dawny powiat w Japonii, w prefekturze Fukuoka.

## Historia

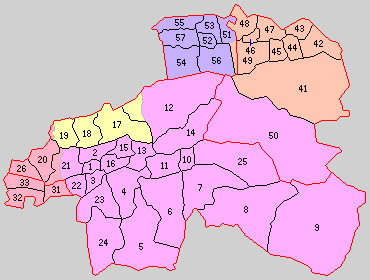
Powiat Kamitsuma (1–26 – 1896 r.)

W pierwszym roku okresu Meiji na terenie powiatu znajdowała się 3 miejscowości i 113 wioski.
Powiat został założony 1 listopada 1878 roku. 1 kwietnia 1889 roku powiat został podzielony na 2 miejscowości Fukushima i Kurogi oraz 24 wioski: Nagamine, Sangō, Mitsutomo, 辺春村, Kushige, Kiya, Ōbuchi, Yabe, Toyooka, Yokoyama, Kawasaki, Kitakawauchi, Tadami, Kamitsuma, Kamihirokawa, Nakahirokawa, 下広川村, Hainuzuka, Okayama, Yahata, Kitayama, Shiraki i Kasahara.
1 kwietnia 1896 roku powiat Kamitsuma został włączony w teren nowo powstałego powiatu Yame. W wyniku tych połączeń powiat został rozwiązany.